# Callulops wilhelmanus
Callulops wilhelmanus е вид жаба от семейство Тесноусти жаби (Microhylidae). Видът не е застрашен от изчезване.

## Разпространение и местообитание
Разпространен е в Папуа Нова Гвинея.
Обитава гористи местности, планини, възвишения, градини и плата в райони с тропически и субтропичен климат.

## Описание
Популацията на вида е стабилна.